# 2004 en aéronautique
Chronologie de l'aéronautique
- 2000
- 2001
- 2002
- 2003
- 2004
- 2005
- 2006
- 2007
- 2008

Cet article présente les faits marquants de l'année 2004 en aéronautique.

## Évènements
- 3 janvier : crash du vol 604 de la compagnie aérienne égyptienne Flash Airlines dans la mer Rouge : 148 morts, majoritairement des touristes français.

- 13 janvier : crash d'un appareil de la compagnie aérienne Uzbekistan Airways à Tachkent : 37 morts.

- 11 février : la Commission européenne donne son feu vert à la fusion entre Air France et KLM donnant naissance à un des tout premiers acteurs du secteur. Le nouveau groupe adopte le nom d'Air France-KLM.

- 12 mars : premier vol de l'Embraer 190 à partir de São José dos Campos[1].

- 17 mars : entrée en service du premier Embraer 170 au sein de la compagnie LOT Polish Airlines[1].

- 21 juin : premier vol dans l'espace du premier avion spatial privé SpaceShipOne.

- 24 août : crash à la suite d'explosions terroristes d'origine tchétchènes affectant un vol de la Volga-Avia-Express et un de la Siberia Airlines.

- 23 octobre : entrée en service opérationnel du Lockheed Martin F-22 Raptor dans l'USAF.

- 16 novembre : l'engin de la NASA baptisé X-43 atteint la vitesse de Mach 10, soit 11 200 km/h.

- 7 décembre : premier vol de l'avion de ligne brésilien Embraer 195[2].

- 9 décembre : l'État français vend 18,4 % d'Air France-KLM. Il détenait auparavant 44 % du groupe.